# Aline Danioth
Aline Danioth (* 12. März 1998 in Andermatt) ist eine Schweizer Skirennfahrerin. Sie startet vor allem in den Disziplinen Slalom und Riesenslalom.

## Biografie
Danioth stammt aus Andermatt im Kanton Uri und ist wie ihre Cousine Eliane Christen dem Skiclub Gotthard Andermatt angehörig. Sie bestritt im November 2014 ihre ersten FIS-Rennen und klassierte sich schon in ihrem fünften Rennen, einem Slalom in Saas-Fee, als Dritte auf dem Podest. Nach weiteren guten Ergebnissen kam sie am 8. Januar 2015 beim Slalom von Melchsee-Frutt erstmals im Europacup zum Einsatz und erreichte dort als 23. auf Anhieb die ersten Punkte. Im selben Monat trat sie beim Europäischen Olympischen Winter-Jugendfestival in Malbun an, wo sie die Bronzemedaille im Slalom erringen konnte und Sechste im Riesenslalom wurde. Anfang März 2015 gehörte sie als zweitjüngste Athletin zum Schweizer Aufgebot für die Juniorenweltmeisterschaften in Hafjell und wurde dort Siebente im Slalom.
Zur Saison 2015/16 wurde Danioth ins C-Kader von Swiss-Ski aufgenommen. Sie kam in diesem Winter regelmässig im Europacup zum Einsatz und klassierte sich in dieser Rennserie Anfang Dezember im Riesenslalom von Trysil erstmals unter den besten zehn. Am 20. Dezember 2015 gab sie beim Riesenslalom von Courchevel ihr Debüt im Weltcup, konnte sich in diesem Rennen aber ebenso wie bei den folgenden beiden Weltcupeinsätzen in Lienz nicht für den zweiten Durchgang qualifizieren. Deutlich besser verliefen für die Schweizerin die Olympischen Jugend-Winterspiele in Lillehammer im Februar 2016: sie gewann in sämtlichen Disziplinen eine Medaille, darunter Gold im Slalom und in der Kombination. Auch bei den kurz darauf stattfindenden Juniorenweltmeisterschaften in Sotschi war sie erfolgreich und wurde Juniorenweltmeisterin in der Kombination. Im Super-G, im Riesenslalom und im Slalom verpasste sie als jeweils Vierte weitere Medaillen nur knapp. Ende März 2016 wurde sie Schweizer Meisterin im Riesenslalom.
Am 10. Dezember 2016 zog sich Danioth beim Weltcup-Riesenslalom in Sestriere einen Kreuzbandriss im linken Knie zu, womit sie den Rest der Saison ausfiel. Etwas mehr als ein Jahr später gewann sie ihr erstes Europacuprennen, einen Parallel-Riesenslalom in Kronplatz. Am 28. Dezember 2017 fuhr sie im Weltcupslalom von Lienz auf den 19. Platz und holte damit erstmals Weltcuppunkte. Bei den Juniorenweltmeisterschaften 2018 in Davos gewann sie die Goldmedaille in der Kombination und im Mannschaftswettbewerb sowie die Slalom-Bronzemedaille. Im Europacup 2017/18 entschied sie die Slalomwertung für sich.
In der Saison 2018/19 gelang es Danioth, sich im Weltcup zu etablieren. Am 8. Januar 2019 fuhr sie als Zehnte des Slaloms von Flachau erstmals in die Top 10. Bei den Weltmeisterschaften 2019 in Åre gewann sie die Goldmedaille im Mannschaftswettbewerb. Nach einem vielversprechenden Start in den Weltcup 2019/20 mit zwei Top-10-Platzierungen erlitt sie am 19. Januar 2020 im Parallelrennen von Sestriere einen Kreuzbandriss im rechten Knie und musste die Saison vorzeitig beenden. Nach einem erneuten Kreuzbandriss im rechten Knie im Oktober 2020 fiel Danioth ebenso für die Weltcupsaison 2020/21 aus. Am 29. Dezember 2021 gab Danioth ihr Comeback bei den Slaloms von Lienz und Schladming und erreicht mit den Plätzen 25 und 22 auf Anhieb wieder die Weltcuppunkteränge. Das bedeutete die Qualifikation für die Olympischen Winterspiele in Peking, bei denen sie Rang 10 im Slalom belegte. Mit vier Siegen und zwei weiteren Podestplätzen entschied sie die Slalomwertung des Europacups 2021/22 für sich.
In der Saison 2022/23 erreichte sie im Weltcup zwei Top-15-Ergebnisse. Bei den Weltmeisterschaften in Courchevel/Méribel wurde sie Sechste im Slalom. Im März 2023 zog sie sich beim Europacup-Riesenslalom in Gaellivare zum vierten Mal innert weniger Jahre einen Kreuzbandriss zu, zum dritten Mal im rechten Knie. Es war die sechste schwere Verletzung in sechs Jahren.

## Erfolge

### Olympische Spiele
- Peking 2022: 10. Slalom

### Weltmeisterschaften
- Åre 2019: 1. Mannschaftswettbewerb, 15. Slalom
- Méribel 2023: 6. Slalom

### Weltcup
- 3 Platzierungen unter den besten zehn in Einzelrennen
- 1 Sieg in Mannschaftswettbewerben

### Weltcupwertungen
| Saison  | Gesamt                              | Gesamt                              | Riesenslalom                        | Riesenslalom                        | Slalom                              | Slalom                              | Parallel                            | Parallel                            |
| Saison  | Platz                               | Punkte                              | Platz                               | Punkte                              | Platz                               | Punkte                              | Platz                               | Punkte                              |
| ------- | ----------------------------------- | ----------------------------------- | ----------------------------------- | ----------------------------------- | ----------------------------------- | ----------------------------------- | ----------------------------------- | ----------------------------------- |
| 2017/18 | 81.                                 | 45                                  | 41.                                 | 10                                  | 35.                                 | 35                                  | –                                   | –                                   |
| 2018/19 | 55.                                 | 123                                 | –                                   | –                                   | 19.                                 | 123                                 | –                                   | –                                   |
| 2019/20 | 39.                                 | 156                                 | 47.                                 | 4                                   | 12.                                 | 114                                 | 12.                                 | 38                                  |
| 2020/21 | verletzungsbedingt keine Ergebnisse | verletzungsbedingt keine Ergebnisse | verletzungsbedingt keine Ergebnisse | verletzungsbedingt keine Ergebnisse | verletzungsbedingt keine Ergebnisse | verletzungsbedingt keine Ergebnisse | verletzungsbedingt keine Ergebnisse | verletzungsbedingt keine Ergebnisse |
| 2021/22 | 96.                                 | 27                                  | –                                   | –                                   | 35.                                 | 27                                  | –                                   | –                                   |
| 2022/23 | 73.                                 | 64                                  | –                                   | –                                   | 31.                                 | 64                                  | –                                   | –                                   |

### Europacup
- Saison 2017/18: 4. Gesamtwertung, 1. Slalomwertung, 9. Riesenslalomwertung
- Saison 2021/22: 2. Gesamtwertung, 1. Slalomwertung
- 15 Podestplätze, davon 5 Siege:

| Datum             | Ort                 | Land       | Disziplin  |
| ----------------- | ------------------- | ---------- | ---------- |
| 16. Dezember 2017 | Kronplatz           | Italien    | City Event |
| 19. Januar 2022   | Meiringen-Hasliberg | Schweiz    | Slalom     |
| 20. Januar 2022   | Merinigen-Hasliberg | Schweiz    | Slalom     |
| 31. Januar 2022   | Zell am See         | Österreich | Slalom     |
| 20. März 2022     | Soldeu              | Andorra    | Slalom     |

### Olympische Jugend-Winterspiele
- Lillehammer 2016: 1. Kombination, 1. Slalom, 3. Riesenslalom, 3. Super G

### Juniorenweltmeisterschaften
- Hafjell 2015: 7. Slalom, 20. Riesenslalom
- Sotschi 2016: 1. Kombination, 4. Slalom, 4. Riesenslalom, 4. Super G
- Davos 2018: 1. Kombination, 1. Teamwettbewerb, 3. Slalom, 4. Riesenslalom
- Fassatal 2019: 2. Slalom, 23. Riesenslalom

### Weitere Erfolge
- 3 Siege in FIS-Rennen
- 1 Schweizer Meistertitel: Riesenslalom 2016
- Bronzemedaille im Slalom des Europäischen Olympischen Winter-Jugendfestivals 2015